# Casper Widell
Casper Widell, né le 5 mai 2003 à Landskrona en Suède, est un footballeur suédois qui évolue au poste de défenseur central à l'Excelsior Rotterdam.

## Biographie

### En club
Né à Landskrona en Suède, Casper Widell commence le football à l'IK Wormo où il joue notamment au milieu de terrain ou comme attaquant. Il rejoint l'Helsingborgs IF en 2016 et y poursuit sa formation en tant que défenseur central. Il joue son premier match en professionnel le 15 juin 2020, lors de la première journée de la saison 2020 d'Allsvenskan contre le Varbergs BoIS. Il est titularisé et son équipe s'incline par trois buts à zéro,.
Le 10 février 2021, Widell prolonge son contrat avec l'Helsingborgs IF jusqu'en décembre 2023.
Le 12 juillet 2023, Casper Widell rejoint les Pays-Bas afin de s'engager en faveur de l'Excelsior Rotterdam. Il signe un contrat de trois ans, soit jusqu'en juin 2026.

### En sélection
Avec les moins de 19 ans, il joue son premier match le 7 septembre 2021 contre la Finlande. Titulaire et capitaine ce jour-là, il voit son équipe s'incliner par trois buts à zéro.
En novembre 2022, Casper Widell est convoqué pour la première fois avec l'équipe de Suède espoirs.
Widell marque son premier but avec les espoirs le 6 septembre 2024 contre Gibraltar. Il est titularisé et participe à la victoire de son équipe par neuf buts à zéro.

## Vie privée
Casper Widell est le frère de Melker Widell, lui aussi footballeur professionnel.